# Wala (Insel)
Wala ist eine kleine Insel vor der Nordostküste von Malakula im Gebiet des westpazifischen Inselstaates Vanuatu. 
Etwa 800 Meter südöstlich grenzt Wala an die Insel Rano.
Beide Inseln sind bewohnt und gehören zur vanuatuischen Provinz Malampa.